# Lluís Serra i Giribert
Lluís Serra i Giribert  (Manresa, 27 d'abril de 1903 - El Camp de la Bota, 18 de novembre de 1939) fou un polític català, alcalde del Prat de Llobregat entre 1936 i 1937, militant del PSUC que va ser afusellat pel franquisme.

## Biografia[calcitació]
Nascut a Manresa el 1903, va quedar sota custòdia de la maternitat de la ciutat i va ser adoptat per una família benestant d’Horta de Sant Joan. En ser major d'edat es va traslladar al Prat de Llobregat, on entrà a treballar a l'empresa Papelera Española.
S'afilià a la UGT i al PSUC i fou alcalde del Prat de Llobregat, entre el 15 d'octubre de 1936 fins al 18 de febrer del 1937, quan abandonà el càrrec per marxar de voluntari al front de la Guerra Civil, on va caure presoner dels franquistes.
Després de ser torturat, fou jutjat per un tribunal militar que el condemnà a mort per "auxili a la rebel·lió", atès que havia continuat fidel a la legalitat republicana. Fou afusellat al Camp de la Bota junt amb 7 companys més el 18 de novembre de 1939 a les 5:45 hores.
El setembre de 2021 es va rebatejar un carrer del Prat amb el seu nom i el setembre de 2022 va instal·lar-se una Stolpersteine commemorativa a la plaça de l'Ajuntament de la població.